# 8505-ös mellékút (Magyarország)
A 8505-ös számú mellékút egy közel 20 kilométer hosszú, négy számjegyű mellékút Győr-Moson-Sopron vármegye területén. Mosonmagyaróvárt köti össze a nyugati szomszédságában fekvő településekkel, az országhatárig húzódóan.

## Nyomvonala
Mosonmagyaróvár központjától mintegy 2 kilométerre északnyugatra, már külterületen ágazik ki az 1-es főútból, annak a 165+750-es kilométerszelvénye közelében. Nyugat-délnyugati irányban indul, Szolnoki út néven, és mintegy fél kilométer után már a város és Levél község határvonalán húzódik. Elhalad a mosonmagyaróvári és levéli szélerőművek szélkerekei között, majd a 2. kilométerénél – szintben, nyílt vonali szakaszon – keresztezi a Budapest–Hegyeshalom–Rajka-vasútvonal vágányait; a síneken túl már Levél külterületein folytatódik. Ott keresztezi – felüljáróval, csomópont nélkül – az M1-es autópálya nyomvonalát, annak 162+700-as kilométerszelvényénél, de a település lakott részeit nem érinti.
Valamivel több, mint 4 kilométer után lépi át Mosonszolnok határát, a települést 5,8 kilométer után éri el. Első szakasza az Óvári utca nevet viseli, majd egy irányváltás után, a központban Fő utca néven folytatódik, így ágazik ki belőle, 6,4 kilométer után a 8506-os út déli irányban, Újrónafő és a 86-os főút felé. A község nyugati részében, egy újabb irányváltást követően a Kázméri utca nevet viseli, így ágazik ki belőle, 7,2 kilométer után a Hegyeshalom–Porpác-vasútvonal Mosonszolnok vasútállomására vezető 85 307-es számú mellékút. Nagyjából 7,5 kilométer után hagyja el a település utolsó házait, nem sokkal azután pedig átszeli a vasút vágányait.
A 12. kilométerénél éri el Várbalog keleti határszélét; bő 2,5 kilométeren át a határvonalat kíséri, de 14,6 kilométer után már teljesen ez utóbbi területén halad. A 17. kilométere után éri el a faluhoz tartozó Albertkázmérpuszta első házait, néhány lépéssel arrébb pedig beletorkollik dél felől, bő 12,5 kilométer megtétele után a Jánossomorjától idáig húzódó 8508-as út. Fő utca néven halad végig az egyutcás kis településen, melynek legnyugatibb házait elhagyva eléri az országhatárt, s ott véget is ér. Egyenes folytatása már az ausztriai L211-es útszámozást viseli, Féltorony (Halbturn) településen át Barátudvarig (Mönchhof).
Teljes hossza, az országos közutak térképes nyilvántartását szolgáló kira.gov.hu adatbázisa szerint 18,898 kilométer.

## Települések az út mentén
- (Mosonmagyaróvár)
- (Levél)
- Mosonszolnok
- Várbalog-Albertkázmérpuszta